# Малікова Катерина Геннадіївна
Катерина Геннадіївна Малікова (5 березня 1982, Жуковський) — російська актриса.

## Біографія
Катерина Малікова закінчила в 2007 році Школу-студію МХАТ, акторський факультет курс Р. Козака і Д. Бруснікіна. Після закінчення студії вона була прийнята в трупу театру «Сатирикон» імені Аркадія Райкіна. 
Катерина добре танцює і співає. Займається верховою їздою, фехтуванням, плаванням та гірськими лижами. 
Вільно говорить англійською і знає французьку мову. 

## Фільмографія
- 2004 — Нічна Варта
- 2005 — Від 180 і вище — Оля
- 2006 — Денна Варта
- 2006 — Ненаситні — Б'янка
- 2007 — Крижана пристрасть
- 2007 — Бій з тінню 2: Реванш
- 2008 — У пошуках tATu — Марина
- 2008 — Тариф новорічний — Маша
- 2008 — Застава Жиліна — Ельжбетта Лехівна Поплавська
- 2009 — Барвіха — Уляна, вчителька танців
- 2010 — Аманда Про — Псевдо-Аманда
- 2010 — Богині правосуддя — Зоя
- 2015 — Избранница — Любава
- 2015 — Ищейка — Роза
- 2015 — Срочно выйду замуж — Алла Подольская
- 2016 — Куба — Татьяна Сергиенкова
- 2016 — Пятница — Ирина
- 2017 — Секретарша — Инга
- 2019 — Розтин покаже — Інга